# Eqbaliyeh
Eqbālīyeah (farsi اقبالیه) è una città dello shahrestān di Qazvin, circoscrizione Centrale, nella provincia di Qazvin in Iran. Aveva, nel 2006, una popolazione di 49.230 abitanti. La città si trova a sud-ovest di Qazvin.